# Bronisław Szwarc
Bronisław Szwarc (ur. 14 sierpnia 1905 w Poznaniu, zm. 23 maja 1942 we Wrocławiu) – polski lekkoatleta średniodystansowiec i działacz sportowy, w czasie okupacji działacz niepodległościowy.

## Życiorys
Już w młodości wykazywał zainteresowanie działalnością sportową. W 1919 założył klub piłkarski Sława Poznań, a od 1922 był zawodnikiem Warty Poznań, początkowo jako piłkarz, a później lekkoatleta. 
Był brązowym medalistą mistrzostw Polski w biegu na 1500 m w 1929, zajmował również czołowe miejsca w finałach mistrzostw Polski: w biegu na 1500 m 4. miejsce w  1925 i 5. miejsce w 1926, a w biegu na 800 m 6. miejsce w 1925. Czterokrotnie zwyciężał w biegu licznym o nagrodę Kuriera Poznańskiego. Był wielokrotnym mistrzem i rekordzistą okręgu poznańskiego.
Rekordy życiowe:
- bieg na 400 m – 53,7 (23 września 1927, Warszawa)
- bieg na 500 m – 1:13,2 (13 listopada 1927, Poznań)
- bieg na 800 m – 2:01,0 (28 sierpnia 1929, Królewska Huta)
- bieg na 1500 m – 4:14,0 (8 lipca 1927, Warszawa)
- bieg na 3000 m – 9:52,9 (24 maja 1925, Poznań)

W 1929 zakończył karierę zawodniczą i został działaczem sportowym. W latach 1936–1939 był prezesem Poznańskiego Okręgowego Związku Lekkiej Atletyki. Był również członkiem Regionalnego Komitetu Olimpijskiego. Za swą działalność otrzymał Srebrny Krzyż Zasługi. Pracował jako urzędnik Banku Cukrownictwa w Poznaniu.
Od pierwszych dni okupacji zaangażował się w działalność konspiracyjną w Narodowej Organizacji Bojowej. Był szefem Komendy nr 1 Poznań-Śródmieście. Został aresztowany 1 grudnia 1940, skazany na śmierć 24 marca 1942, zgilotynowany we wrocławskim więzieniu 23 maja 1942.

## Upamiętnienie
Bronisław Szwarc jest patronem Szkoły Podstawowej nr 51 w Poznaniu. Od 1946 odbywają się w Poznaniu biegi memoriałowe jego imienia.